# Mati Logoreci
Mati Logoreci (Shkodra, 1867, február 10. – Tirana, 1941. február 7.) albán pedagógus, publicista.

## Életútja
Shkodrai római katolikus családban született. Iskolái elvégzését követően az olaszországi Parruca kereskedelmi cég albániai fiókjánál lett segéd. A ranglétrán előrelépve hamarosan könyvelő lett, és vállalata a Trieszt melletti Monfalconéba helyezte át. Munkája mellett megszerezte a tanári képesítést, és miután hazatért albán földre, 1889. május 1-jén Prizrenben megnyitotta tanintézetét, az első albán tannyelvű koszovói alapiskolát. 1899-ben megnyitotta magániskoláját is a városban, majd 1900-ban egyesítette a két tanintézményt.
1903-ig vezette prizreni iskoláját, amikor a shkodrai ferences iskola felkérését elfogadva visszaköltözött szülővárosába, és ott folytatta az oktatómunkát. Hamar bekapcsolódott a város közművelődési életébe, csatlakozott a Ndre Mjeda vezette Agimi közművelődési egyesület tevékenységéhez. Az egységes albán ábécéről döntő 1908-as manasztiri kongresszuson Mjedával együtt az általuk kidolgozott Agimi-ábécé bevezetéséért kardoskodott. 1907. november 14-én útjára indította kérészéletű lapját Dašamiri (’A Pártfogó’) címen, amelynek számait Triesztben nyomattatta ki az Agimi-ábécé betűivel.
A neve már 1908-ban felmerült egy tiranai albán tannyelvű iskola vezetésére, de csak Albánia függetlenségének 1912. évi kikiáltását követően költözött a városba, hogy elfoglalja tanári állását. 1916-tól 1918-ig Shkodra prefektúra tanügyi hivatalának munkatársa volt, ezzel párhuzamosan részt vett az irodalmi nyelv megteremtését céljául kitűző Albán Irodalmi Bizottság tevékenységében. 1920 januárjában az Albánia közjogi helyzetét rendező lushnjai kongresszuson szülővárosát, Shkodrát képviselte. 1922-től 1923-ig a közoktatási minisztérium államtitkára volt, majd 1930-as nyugdíjazásáig ismét tanítással foglalkozott. 1936. november 28-án jelent meg az általa szerkesztett Drita (’A Fény’) című folyóirat, amely 1939-es megszűnéséig Albánia legnagyobb példányszámban megjelenő hírlapja volt.